# Piper oxyphyllum
Piper oxyphyllum är en pepparväxtart som beskrevs av C. Dc.. Piper oxyphyllum ingår i släktet Piper och familjen pepparväxter. Inga underarter finns listade i Catalogue of Life.